# Der Job (Fernsehserie)
Der Job (Originaltitel: The Job) ist eine US-amerikanische Comedy-Krimiserie von Denis Leary und Peter Tolan, die von 2000 bis 2001 von Touchstone Television (heute als ABC Studios bekannt) im Auftrag des US-Senders ABC produziert wurde. Sie handelt von den dem Polizisten Mike McNeil und seinen Kollegen im Kampf gegen die Gewalt auf den Straßen von New York. Sie startete am 14. März 2001 auf dem US-Sender ABC.

## Handlung
Mike McNeil ist ein ursprünglich aus Irland eingewanderter New Yorker Polizist. Allerdings ist er keineswegs ein Vorbild, denn er raucht, nimmt Medikamente und hat neben seiner Ehefrau auch eine Geliebte. Bei seinem Job, bei dem er auch gerne mal Grenzen überschreitet, wird er von seinem Partner Terrence „Pip“ Phillips unterstützt. Ebenfalls im Revier arbeiten der schon erfahrene Frank Harrigan, dessen junger Partner Tommy Manetti, Jan Fendrich, die einzige Frau im Revier, die Neulinge Ruben Sommariba und Al Rodriguez, sowie der Vorgesetzte Lieutenant Williams.

## Besetzung und Synchronisation
| Rollenname              | Schauspieler/in | Synchronsprecher/in |
| ----------------------- | --------------- | ------------------- |
| Mike McNeil             | Denis Leary     | Torsten Michaelis   |
| Terrence „Pip“ Phillips | Bill Nunn       |                     |
| Frank Harrigan          | Lenny Clarke    | Hartmut Neugebauer  |
| Jan Fendrich            | Diane Farr      | Inez Günther        |
| Tommy Manetti           | Adam Ferrara    | Arne Elsholtz       |
| Ruben Sommariba         | John Ortiz      | Dominik Auer        |
| Al Rodriguez            | Julian Acosta   |                     |
| Lt. Williams            | Keith David     | Thomas Rauscher     |
| Karen McNeil            | Wendy Makkena   | Elisabeth Günther   |
| Toni                    | Karyn Parsons   | Katrin Fröhlich     |

## Produktion und Ausstrahlung
Nachdem Der Job im Mai 2000 bereits als Serie bestellt wurde, gab ABC einen Starttermin zur sogenannten Midseason bekannt. Sie startete schließlich am 14. März 2001. Die Ausstrahlung der ersten Staffel mit sechs Episoden wurde am 18. April 2001 beendet. Im Mai 2001 verlängerte ABC die Serie daraufhin um eine zweite Staffel, welche ab dem nächsten Herbst gezeigt werden sollte. Doch aufgrund der Terroranschläge am 11. September 2001 wurde der Start der zweiten Staffel auf Frühjahr 2002 verschoben. Die wurde schließlich zwischen dem 16. Januar und dem 24. April 2002 gezeigt. Aufgrund der familienfreundlicheren Umgestaltung des Programmes des Senders durch Disney im Frühjahr 2002 wurde die Serie nicht für eine dritte Staffel verlängert.
Die deutschsprachige Erstausstrahlung der Serie begann am 7. Januar 2003 beim deutschen Sender Das Erste. Spätere Ausstrahlungen waren unter anderem bei SF zwei, ORF 2, AXN und Einsfestival zu sehen.

## Episodenliste
| Nummer (gesamt) | Nummer (Staffel) | Originaltitel | Deutscher Titel    | Erstausstrahlung (ABC) | Erstausstrahlung (Das Erste) | Regie        | Drehbuch                                 |
| 01              | 01               | Pilot         | Tage wie dieser    | 14. März 2001          | 7. Januar 2003               | Dean Parisot | Denis Leary & Peter Tolan                |
| 02              | 02               | Elizabeth     | Ein begehrter Fall | 21. März 2001          |                              | Tucker Gates | Denis Leary & Peter Tolan                |
| 03              | 03               | Bathroom      | Tatort: Toilette   | 28. März 2001          |                              | Tucker Gates | Denis Leary & Peter Tolan                |
| 04              | 04               | Foot          | Fuß-Beschwerden    | 4. April 2001          |                              | Tucker Gates | Daphne Pollon, Denis Leary & Peter Tolan |
| 05              | 05               | Massage       | Massage im Dienst  | 11. April 2001         |                              | Tucker Gates | Denis Leary & Peter Tolan                |
| 06              | 06               | Anger         | Außer Kontrolle    | 18. April 2001         |                              | Tucker Gates | Mike Martineau                           |

| Nummer (gesamt) | Nummer (Staffel) | Originaltitel | Deutscher Titel           | Erstausstrahlung (ABC) | Erstausstrahlung (Das Erste) | Regie          | Drehbuch                                 |
| 07              | 01               | Sacrilege     | Falscher Fünfziger        | 16. Januar 2002        |                              | Peter Tolan    | Denis Leary, Peter Tolan & Bartow Church |
| 08              | 02               | Soup          | Kopf im Topf              | 23. Januar 2002        |                              | Tucker Gates   | Denis Leary & Peter Tolan                |
| 09              | 03               | Telescope     | Leichen im Keller         | 30. Januar 2002        |                              | Tucker Gates   | Richard Dresser & Denis Leary            |
| 10              | 04               | Gina          | Neben dem Job             | 6. Februar 2002        |                              | Adam Bernstein | Peter Tolan & Denis Leary                |
| 11              | 05               | Boss          | Dreck am Stecken          | 13. Februar 2002       |                              | Adam Bernstein | Mike Martineau                           |
| 12              | 06               | Quitter       | Mikes Durchhänger         | 27. Februar 2002       |                              | Tucker Gates   | Denis Leary & Peter Tolan                |
| 13              | 07               | Parents       | Der Partner schafft       | 6. März 2002           |                              | Adam Bernstein | Mike Martineau                           |
| 14              | 08               | Barbecue      | Die lieben Kollegen       | 13. März 2002          |                              | Tucker Gates   | Mike Martineau                           |
| 15              | 09               | Betrayal      | Not am Mann               | 20. März 2002          |                              | Tucker Gates   | Peter Tolan & Denis Leary                |
| 16              | 10               | Neighbor      | Ein dicker Hund           | 10. April 2002         |                              | Tucker Gates   | David Walpert                            |
| 17              | 11               | Gay           | Wilde Gerüchte            | 17. April 2002         |                              | Tucker Gates   | Peter Tolan & Denis Leary                |
| 18              | 12               | Vacation      | Urlaub vom Job            | 17. April 2002         |                              | Peter Tolan    | Denis Leary & Peter Tolan                |
| 19              | 13               | Dad           | Väter, Freunde, Fernseher | 24. April 2002         |                              | Tucker Gates   | Richard Dresser                          |